# Phân rã theo cấp số mũ

Một số lượng trải qua phân rã theo cấp số mũ. Hằng số phân rã lớn hơn làm cho số lượng biến mất nhanh hơn nhiều. Biểu đồ này hiển thị phân rã cho hằng số phân rã (λ) là 25, 5, 1, 1/5 và 1/25 cho x từ 0 đến 5.

Một đại lượng có thể bị phân rã theo cấp số mũ nếu nó giảm với tốc độ tỷ lệ thuận với giá trị hiện tại của nó. Quá trình này có thể được biểu diễn bằng phương trình vi phân sau, trong đó N là số lượng và λ (lambda) là một tỷ lệ dương tính được gọi là sự phân rã liên tục theo cấp số mũ:
{\displaystyle {\frac {dN}{dt}}=-\lambda N.}
Nghiệm cho phương trình này (xem đạo hàm dưới đây) là:
{\displaystyle N(t)=N_{0}e^{-\lambda t},}
trong đó N (t) là số lượng tại thời điểm t, N 0 = N (0) là số lượng ban đầu, có nghĩa là, số lượng tại thời điểm t = 0, và hằng số λ được gọi là hằng số phân rã, hằng số tốc độ, hoặc hằng số biến đổi.

## Đo lường tỷ lệ phân rã
Nếu số lượng phân rã, N (t), là số phần tử rời rạc trong một tập hợp nhất định, có thể tính thời lượng trung bình của thời gian mà một phần tử vẫn còn trong tập hợp. Đây được gọi là thời gian sống trung bình (hoặc đơn giản là thời gian sống), trong đó hằng số thời gian theo cấp số nhân, {\displaystyle \tau }, liên quan đến tốc độ phân rã, λ, theo cách sau:
{\displaystyle \tau ={\frac {1}{\lambda }}.}
Tuổi thọ trung bình có thể được xem là "thời gian chia tỷ lệ", bởi vì phương trình phân rã theo hàm mũ có thể được viết theo thời gian trung bình, {\displaystyle \tau }, thay vì hằng số phân rã, λ:
{\displaystyle N(t)=N_{0}e^{-t/\tau },}
và đó {\displaystyle \tau } là thời gian mà dân số của tổ hợp giảm xuống 1/e ~ 0,677879441 lần giá trị ban đầu của nó.
Ví dụ: nếu dân số ban đầu của tổ hợp, N (0), là 1000, thì dân số tại thời điểm {\displaystyle \tau }, {\displaystyle N(\tau )}, là 368.
Một phương trình rất giống nhau sẽ được nhìn thấy dưới đây, phát sinh khi cơ sở của số mũ được chọn là 2, thay vì e. Trong trường hợp đó, thời gian mở rộng là "thời gian bán hủy" hoặc "bán rã".